# Du, all hälsas källa
Du, all hälsas källa är en psalm med text skriven av Olof Kolmodin den äldre, den bearbetades senare av Johan Olof Wallin.

## Publicerad i
- 1819 års psalmbok som nr 366 under rubriken "Med avseende på särskilda personer, tider och omständigheter: Sjukdom och hälsa: Vid hälsobrunnar".[1]
- Den svenska psalmboken 1937, som nummer 351 under rubriken "D. Det kristna livet - 7. Trons prövning under frestelser och lidanden".[2]